# Partia Zielonych (Polska)
Partia Zielonych (PZ) – polska partia polityczna założona w lutym 1991, zarejestrowana 2 maja 1991 pod nazwą Polska Partia Ekologiczna – Zielonych (PPE-Z). Była częścią Akcji Wyborczej Solidarność oraz Alternatywy Ruchu Społecznego. Następnie satelickie ugrupowanie wobec lewicowej Polskiej Partii Pracy. Od 2007 występowała pod nazwą „Partia Zielonych”. 12 lutego 2015 została wyrejestrowana.

## Historia
Początkowo przewodniczącym tymczasowego zarządu partii był Jerzy Olaf Beer, a rzecznikiem prasowym Cezary Łaszek. Partia uczestniczyła w wyborach parlamentarnych w 1991. Uzyskała 91 726 głosów, co dało jej 0,82% poparcia w skali kraju. Partia występowała jako organizacja afiliowana przy Konfederacji Polski Niepodległej. Z listy KPN w wyborach parlamentarnych w 1993 mandat poselski uzyskał kolejny lider PPE-Zielonych Grzegorz Kaczmarzyk. W 1996 partia przystąpiła do Akcji Wyborczej Solidarność, w 1998 do Ruchu Patriotycznego Ojczyzna, a w 2001 do federacyjnego ugrupowania politycznego Alternatywa Ruch Społeczny.
24 lipca 2005 podpisała porozumienie wyborcze z partiami lewicy pozaparlamentarnej: Antyklerykalną Partią Postępu „Racja”, Komunistyczną Partią Polski, Polską Partią Pracy i Polską Partią Socjalistyczną. 
W wyborach parlamentarnych w 2005 startowała w ramach Komitetu Wyborczego Polskiej Partii Pracy wspólnie z Antyklerykalną Partią Postępu „Racja”, Komunistyczną Partią Polski i Polską Partią Socjalistyczną. Komitet zdobył 91 266 głosów (0,77% poparcia w skali kraju). Natomiast sama PPE-Z uzyskała 2494 głosów, co dało 0,02% poparcia w skali kraju.
W wyborach parlamentarnych w 2007, a także nieoficjalnie w wyborach do Parlamentu Europejskiego w 2009 i parlamentarnych w 2011 członkowie Partii Zielonych startowali ponownie z list PPP.

## Ostatni liderzy
- Prezes PZ: Grzegorz Kaczmarzyk
- Wiceprezes PZ: Katarzyna Śniadecka